# Mikulás

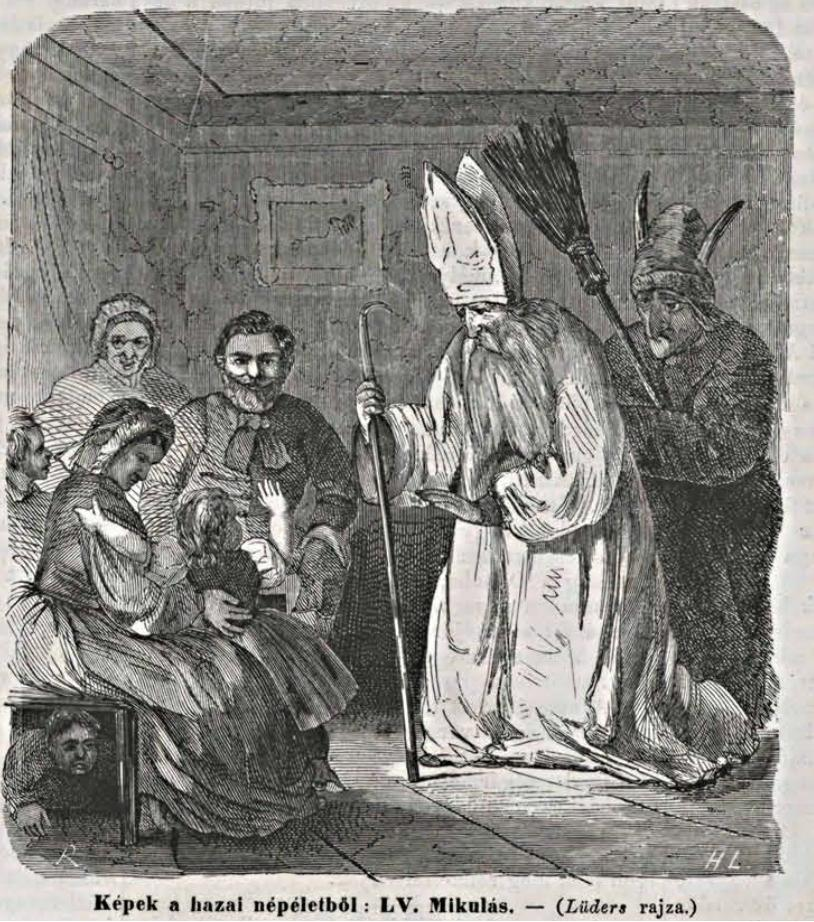
Un'illustrazione di Mikulás e Krampusz dal 1865.

Mikulás (o Szent Miklós) è un personaggio immaginario, la versione ungherese di San Nicola e una figura simile a Babbo Natale. In molte città, Mikulás è sempre più confuso con Babbo Natale. Tuttavia, si ritiene che Mikulás arrivi per festeggiare il suo giorno, il 6 dicembre (mentre alcuni paesi lo celebrano il 5 dicembre). Questa tradizione è ben nota anche in Romania (Moș Nicolae), Slovenia (Miklavž), Repubblica Ceca, Slovacchia (entrambe Mikuláš), Croazia (Sv. Nikola), Polonia (Mikołaj) e Ucraina (Миколай).

## Storia
Sebbene il ruolo di portadoni nel giorno di Natale stesso sia assegnato a Gesù bambino, alla vigilia della festa di San Nicola del 6 dicembre, i bambini ungheresi posizionano tradizionalmente uno stivale sul davanzale della finestra in attesa che Mikulás arrivi e li riempia con dolcetti.
Non esiste una signora Mikulás in Ungheria, come nel caso della Signora Natale. Nella Repubblica Ceca, in Slovenia e in Slovacchia, Mikulás/Miklavž viene spesso con due assistenti: un bravo angelo che distribuisce regali ai bambini buoni e un Krampusz, un elfo (in qualche versione un diavolo), che punisce i bambini cattivi.
Arrivano il 6 dicembre nelle case dove vivono i bambini piccoli e fanno loro dei regali. Mentre i bambini "buoni" ricevono frutta, caramelle e giocattoli, i bambini "cattivi" non possono aspettarsi altro che un cucchiaio di legno, diversi pezzi di carbone, carota o patate lasciati da Krampusz. Tuttavia, poiché nessuno è considerato né buono né cattivo, la maggior parte dei bambini riceve sia i dolci sia un fascio di verghe.
Per guadagnare qualche soldo in più, gli studenti spesso si travestono da Mikuláš, l'Angelo e il Diavolo. Le prelibatezze sono tradizionalmente dolci, cioccolato, caramelle e noci diverse. Nei tempi moderni, sono più comuni le figure di Babbo Natale al cioccolato. Per ottenere i regali, gli stivali devono essere lucidati, poiché Mikulás non riempie stivali che non sono abbastanza lucenti.
I "bambini cattivi" possono anche avere cipolle, patate crude o un grumo di carbone nei stivali accanto ai loro regali, come avvertimento che l'anno prossimo potrebbero ottenere solo questi.
Sebbene i regali vengano generalmente consegnati ai bambini dai genitori, non è raro tra gli adulti mettere piccole sorprese (come regali o un virgács) negli stivali degli altri.

## Virgács
Il virgács è un fascio di verghe che ricorda una piccola scopa, fatto con ramoscelli o rami di un cespuglio o un salice, spesso dipinto d'oro. Sono venduti per le strade in Ungheria prima di Mikulás.